# 王仁皎
王仁皎（651年—719年5月13日），字鸣鹤，唐朝外戚、官员。
家族出于太原王氏，根据其女儿王氏的相关记载，当时已迁至同州下邽县。王仁皎初以翊卫调同州参军，换晋州司兵。景龙年間，官至长上果毅。或记授甘泉府果毅，迁左卫中郎将。
其女王氏早年嫁给临淄王李隆基为郡王妃。710年，唐隆政变后，女婿李隆基成为太子，女儿王氏获封太子妃。王仁皎也由此显贵，升为将作大匠、太仆卿。先天政變后，李隆基登基，女儿成为皇后。做为外戚，王仁皎不再任职。李隆基给予他优待，加特进，开府仪同三司，策上柱国、封祁国公。开元以来，开府仪同三司这个殊荣仅有他与姚崇、宋璟、王毛仲四人得到。仁皎本人不干预朝政，但生活侈華。开元时，他的另一个女婿长孙昕因依杖皇亲国戚的身份，与自己的妹夫杨仙玉一起殴打御史大夫李杰，后被囚禁。根据《太平广记》的记载，王仁皎组织了二百多骑，从万年县衙劫持了长孙昕等人。
开元七年，王仁皎在京师逝世，追赠太尉、益州大都督，谥号昭宣。其子駙馬都尉王守一，請求援引睿宗皇后之父竇孝諶之例，墳高五丈二尺，遭到侍中宋璟和門下侍郎苏颋的反對，以為“高墳乃昔賢所誡，厚葬實君子所非”。今墓在大荔县羌白镇正西二公里处。

## 家庭
注意：除王皇后外，其余诸女是否有重复，不详。

### 子
- 王守一，与王皇后为龙凤胎。

### 女
- 王氏，唐玄宗皇后。
- 王氏，长孙昕妻，王皇后妹[4]。
- 王氏，竇庭芳妻，王皇后妹。
- 王氏，嗣濮王李峤妻，王皇后妹。王皇后被废之前的开元十年（722年），李峤告发姜皎泄露唐玄宗意图废后[5]。
- 王氏，嗣江王李钦妻，李钦为李元祥孙。

## 王仁皎神道碑
张说撰文，《全唐文》名《赠太尉益州大都督王公神道碑奉敕撰》。